# ゴータの戦い
ゴータの戦いは、七年戦争ロスバッハ戦役中の1757年9月19日にドイツ中部テューリンゲン地方の都市ゴータを争って行われた戦闘である。フランス軍とオーストリア軍からなる連合軍がプロイセン軍を排除して一度ゴータを占領したが、プロイセン軍の指揮官ザイトリッツは騎兵のみのわずかな兵力ながら計略を用いた反撃を行って数倍の兵力を有していた連合軍を撤退させ、プロイセン軍がゴータを再占領した。

## 背景
1757年夏、コリン会戦の敗北によってプロイセン軍は守勢に転じた。ベーメンから撤退したプロイセン軍はラウジッツにおいてオーストリア軍と睨み合っていたが、その間にプロイセン包囲網が段々とその姿を現し始めていた。まず西から、ヒルトブルクハウゼン率いるライヒスアルメーおよびオーストリア軍、スービーズ率いるフランス軍からなる連合軍がテューリンゲンに進出、アイゼナハからゴータ、エアフルトを経てザクセンに進軍しつつあった。彼らはプロイセンを西から攻撃することでオーストリア軍を援護し、またプロイセンに占領されているザクセンの解放を目指していた。
南にオーストリア軍という強敵を抱える中、ザクセンへの脅威を除くため、プロイセン軍は接近してくる連合軍を速やかに野戦に持ち込んで撃破する必要があった。フリードリヒ大王は軍を二つに分け、一方をベーヴェルンに預けてオーストリア軍に対抗するよう命じると、自身はもう一方を率いて連合軍の迎撃に向かった。8月後半から9月にかけて、大王軍はザクセンを東から西に強行軍で横断し、連合軍の進路上に急速に進出した。その前衛部隊はコリンの戦いで活躍し少将に昇進したザイドリッツが指揮した。9月7日には両軍の前衛部隊がライプツィヒ南西ペガウで遭遇してペガウの戦いが生じた。
ラウジッツでオーストリア軍に対峙していたはずの大王軍が自分たちに向かって突進してくることを知って連合軍の首脳陣は動揺した。連合軍は依然移動中の未集結の部隊を後方に多く残しており、彼らは、自分たちの軍勢はプロイセン主力軍と衝突するには力不足だと感じていた。連合軍はプロイセン軍との衝突を回避して西に反転、元来た道をたどってエアフルトからゴータを経てアイゼナハへ後退した。後衛戦闘を続ける連合軍の軽歩騎兵部隊との間に小競り合いを繰り返しながらプロイセン軍は西進し、9月15日ゴータに入城したが、このときすでに連合軍本隊はアイゼナハまで後退していた。
このころプロイセンを巡る状況は日に日に悪化していた。北西ではイギリス・北ドイツ諸侯連合軍を下したフランス主力軍がハルバーシュタット、マクデブルクをうかがい、北ではスウェーデン軍がポンメルンへの攻撃に着手していた。東ではベーヴェルン軍を圧迫していたオーストリア軍がモイの戦いでこれを下してシュレージエンに進出、南ではハディク率いるオーストリア軍の奇襲部隊がベルリン襲撃を敢行しつつあった。大王は内線作戦の射程の限界に達したことを悟り、これ以上の追撃を断念した。大王は自身の軍から危急の各方面に援軍を送ると、ザイドリッツの前衛部隊をゴータに残して東に反転、エアフルトに後退した。
プロイセン軍の攻撃を逃れた連合軍は、未集結だった部隊をアイゼナハで収容して態勢を立て直した。プロイセン軍はエアフルトに後退したとの斥候の報告を得た連合軍は、プロイセン包囲網が狭まっている有利な状況に応じてザクセンへの前進を再開した。まずは、敵の前衛部隊のみが展開していると報告されているゴータを占領すべく、連合軍は主力の一部からなる攻撃部隊を繰り出した。

## 戦闘

### 連合軍のゴータ占領
9月18日夜、連合軍の両指揮官は主力部隊の一部を抽出してアイゼナハを進発し、アイゼナハとゴータの中間に位置するメヒターシュテットで前衛部隊と合流した。連合軍はこの前衛部隊にアイゼナハからの援兵を合わせてゴータ攻略部隊を編成した。その陣容は、オーストリア軍およびフランス軍の軽騎兵部隊、ラウドン指揮するオーストリア軍軽歩兵部隊、オーストリア軍の重騎兵の一部、フランス軍の擲弾兵々団と若干の砲兵からなり、総兵力は1万余となった。これは連合軍の総兵力の半分以下の勢力であったが、ヒルトブルクハウゼンとスービーズの両指揮官以下首脳陣が参加し、その多くはそのままゴータに移動するつもりで各々の付属人員や荷馬車も帯同していた。
9月19日早朝、連合軍は2手に分かれてゴータへ進軍した。連合軍は南北からゴータ市を包み込むことであわよくばプロイセン軍を包囲しようとしたが、ザイドリッツは連合軍の進軍を察知して敵の接近前にゴータ市を出撃した。ゴータにおいてザイドリッツが指揮していた部隊は、騎兵のみ、2個竜騎兵連隊と1個軽騎兵連隊で、うちカッテ竜騎兵連隊は連合軍のゴータ迂回を警戒して東方エアフルト方面に展開しており、ゴータ市にあったのは2個騎兵連隊のみだった。午前9時ごろ、ゴータ北面においてオーストリア軍の軽騎兵とプロイセン軍のセーケイ軽騎兵連隊との間で小競り合いが始まり、軽騎兵同士の交戦は午後近くまで続いたが、やがてプロイセン軍の軽騎兵は圧倒されて友軍のマイニッケ竜騎兵連隊の援護のもと後退した。
正午ごろ、プロイセン軍は抗戦するのをやめて東に撤退していった。連合軍はゴータに入城すると軽歩騎兵部隊をゴータ市東側城外に展開させ、擲弾兵々団を市内に入れた。連合軍はゴータの速やかな占領に満足してプロイセン軍の撤退を疑わず、深い追撃もしなかった。スービーズ以下連合軍の指揮官たちはゴータ公フリードリヒ3世を訪問してフリーデンシュタイン宮殿に集い、兵站将校はゴータ市からの物資調達の作業を始め、ヒルトブルクハウゼンは重騎兵を連れて本隊の残るアイゼナハに帰ってしまった。

### プロイセン軍の反撃
連合軍の思い込みとは異なり、プロイセン軍はゴータから見えないところまで退くと撤退をやめてそこに留まっていた。ザイドリッツは後方に展開していたカッテ連隊を呼び寄せて部隊を再編すると、気の利いた兵を1人選んでゴータに送り込んだ。そして頃合を見計らって再びゴータに向けて打って出た。
午後2時ごろ、ゴータ東方に再びプロイセン軍が姿を現した。このときザイドリッツは竜騎兵のうち半分に下馬、徒歩行軍を命じた。通常、戦列は3列であるところを1列にして横に長く広げ、ゴータから見ると、歩騎合同の数千から1万の軍勢がゴータに向かって進撃してくるかのように見えた。このころゴータではザイドリッツの送り込んだ兵が脱走兵を装って連合軍の陣中に駆け込み、大王率いるプロイセン全軍がゴータに向かって進撃中と吹聴してまわっていた。
ゆっくりと近づいて来る竜騎兵の戦列を背景に、先行するプロイセン軍の軽騎兵はゴータ市外に展開している連合軍の軽歩騎兵に対して果敢に斬り込んでいった。実際のところ、連合軍に対して本当に攻撃を仕掛けている部隊はこの軽騎兵1個連隊のみであって、連合軍は数的にずっと優越していたのだが、連合軍の将兵はザイドリッツの計略に惑わされて浮足立っていた。
フリーデンシュタイン宮殿で晩餐会の席に収まっていた連合軍の指揮官たちもまた、計略にすっかり乗せられて、プロイセン軍本隊の強襲と思い込んでしまった。彼らは大慌てで宮殿を辞し、市内の擲弾兵々団に市外に展開して戦闘隊形を組むよう命じた。しかしその間にもプロイセン軍の軽騎兵はゴータ市に迫り、まもなく連合軍軽歩兵の抵抗を突破してゴータ市内に突入した。軽騎兵数百騎が騎乗のまま市街に乗り込んで、敵兵を斬り倒し、あるいはめぼしい者を馬上から掴み捕えて引き摺り回しながら市内を駆け巡った。連合軍の指揮官たちは間一髪で敵軽騎兵の手を逃れ、馬に飛び乗ってゴータ市を脱出した。
午後4時ごろ、すっかり混乱に陥ってしまった連合軍は抵抗を断念し、ゴータから退去してメヒターシュテットに撤退していった。テンペルホフの七年戦争史ではスービーズが去り際にソーブ・キ・プを宣言する混乱ぶりであったと書いている。
午後6時、ザイドリッツらプロイセン軍将校はフリーデンシュタイン宮殿を訪れ、先ほどまで連合軍の指揮官たちが占めていた席に座り、彼らに供されようとしていた晩餐にあずかることができた。
「一方の軍の将軍たちを迎えて始まった晩餐会が、対するもう一方の軍の将軍たちを送って終わる珍事」（アルヒェンホルツ）

## 結果
プロイセン軍はゴータを再占領した。この戦いで両軍は各々数十名の死傷者を出し、さらに連合軍は佐官数名を含む数十名の捕虜を出した。これに加えてプロイセン軍は、フランス軍の貴族将校に随伴する多数の書記や近侍、召使、料理人、美容師、芸人役者、そして女性達を収容した。この時代のフランス軍の貴族将校たちは、その陣中生活をヴェルサイユと同様に快適に過ごすための付属人員と物資を荷馬車に載せて部隊に帯同していた。物資を載せた荷馬車もプロイセン軍の手に落ち、衣装箪笥に収められた大量の高級衣装、かつら、日傘等の小物、化粧品、オウム等のペット、などが鹵獲された。ザイドリッツは非戦闘員をフランス軍に送り返し、鹵獲した物品は兵士に与えた。
ゴータの戦いの後、テューリンゲンにおける戦況はしばらく膠着状態となった。9月21日、大王はゴータからザイドリッツを引き上げて東方への後退を継続し、連合軍は三度ゴータを占領したものの、それ以上には進まなかった。内線作戦を採るプロイセン軍にとって、より喰らいつき易くなるところまで連合軍が進出してくれることが望まれていた。連合軍が後を追ってくることを期待して、プロイセン軍はザクセンに向けて緩々と後退しながら連合軍の監視を続けたが、慎重になった連合軍の進軍もまた緩慢であり、10月に入っても状況は進展しなかった。10月も10日を過ぎるに至って大王はテューリンゲンでの作戦に一度見切りをつけてザクセンに撤退した。トルガウからラウジッツに向け行軍中の大王に、進軍を再開した連合軍がついにザクセンまで進出したとの報告が入ったのは10月21日である。
ゴータの戦いはザイドリッツがその機略を発揮したユニークな戦例となった。大王は、かような状況にあっては損害なしで撤退できれば上出来、凡庸な指揮官なら追撃を受けて兵の半分も失ってしまうところ、その巧みな用兵は天晴れなものであるとザイドリッツを称賛している。「本戦例は、戦争において将軍の器量と豪胆さこそがその兵力の多寡よりも決定的であることの証明である」。対する連合軍の指揮官について、ナポレオンは、本戦例は「スービーズのごとき、惰弱な指揮官に何が期待できるか」を伝える好例であると辛辣に述べている。「この不名誉な出来事はロスバッハへのプレリュードであった」